# Glied (Einheit)
Glied, auch Stein oder Kleed, war ein deutsches Wollgewicht in der ehemaligen hessischen Provinz Fulda.
- 1 Glied = 21 Pfund (fuldaische) = 1/5 Zentner(Woll-) = 22 1/16 Pfund (preußische)
- 5 Glied = 1 Wollzentner = 110 Pfund (preuß.)